# Quinzomadaire
Ne doit pas être confondu avec bimensuel.
 (juillet 2021).
Si vous disposez d'ouvrages ou d'articles de référence ou si vous connaissez des sites web de qualité traitant du thème abordé ici, merci de compléter l'article en donnant les références utiles à sa vérifiabilité et en les liant à la section « Notes et références ».
Un quinzomadaire est un titre de presse écrite paraissant tous les quatorze jours, le plus généralement sous la forme d'un magazine. Cela correspond à un rythme de parution de 26 numéros par an (alors qu'un bimensuel paraît a priori au rythme de 24 numéros par an). Quand un quinzomadaire paraît le 1er du mois, il paraît trois fois dans le mois, les 1, 15 et 29.
Il s'agit d'un néologisme apparu en 1970 à la une du magazine Tout !. Il est devenu plus courant dans le vocabulaire de la presse avec la publication de magazines de programmes télévisés qui rassemblaient deux semaines de programme tels que Télé 2 semaines et TV Grandes Chaînes, sortis en 2004, et Télé Showbiz, apparu en 2006, ainsi qu'avec les sorties, en 2013, de 01net Magazine et, en 2015, de Society.